# Turmhügel Kersbach
Der Turmhügel Kersbach ist eine abgegangene mittelalterliche Turmhügelburg (Motte) im Bereich Pfarrgartenstraße 1 von Kersbach, einem heutigen Gemeindeteil von Forchheim im Landkreis Forchheim in Bayern.
Von der ehemaligen Mottenanlage ist nichts erhalten.